# Maximilian Piotrowski
Maximilian (Maksymilian) Antoni Piotrowski, né en 1813 et mort en 1875, est un peintre polonais et professeur à l' Académie des Beaux-Arts de Königsberg. En outre, il est un patriote polonais  convaincu qui prend part aux soulèvements nationaux de l'époque.

## Biographie
Maximilian Antoni Piotrowski naît le 8 juin 1813 à Bromberg, qui fait alors partie de la Prusse. Son père Andrzej possède une boulangerie dans la vieille ville, au 22 rue Długa. Sa femme Teresa née Baranowska et lui-même s'installent en ville un an avant sa naissance, venant du village voisin de Koronowo. Il passe sa jeunesse dans sa ville natale, sous les premières décennies de l'occupation prussienne.
Après avoir été diplômé du lycée, Maximilian s'installe à Berlin à l'âge de 20 ans (1833) pour étudier la peinture à l'Académie des Beaux-Arts. En 1835, il étudie la peinture historique sous la direction de Wilhelm Hensel. Après avoir terminé ses études à Berlin en 1838, il entreprend un voyage artistique à travers l'Allemagne. Il se rend à Düsseldorf où il reçoit l'enseignement de Friedrich Wilhelm Schadow. Schadow est membre du mouvement nazaréen qui aspire à faire revivre la spiritualité dans l'art, avec un retour aux caractéristiques du  Quattrocento, se différenciant ainsi du pseudo-classicisme alors en vogue en Europe. De retour dans la capitale allemande, il reçoit le premier prix de l'Académie.
Pour parfaire sa formation artistique, Maximilian se rend à l'automne 1842, en Italie. Il séjourne d'abord à Rome où il a l'occasion de rencontrer un autre membre du mouvement nazaréen, Johann Friedrich Overbeck. Au printemps 1843, Maximilian entreprend un voyage à travers le pays italien. Fasciné par les paysages italiens, il peint de nombreuses scènes de la vie quotidienne, ainsi que des compositions sentimentales-romantiques et religieuses; ces œuvres seront ensuite exposées à Berlin lors d'une de ses expositions (1844).
Après l'Italie, il séjourne à Munich afin d'établir des contacts artistiques : il rencontre ainsi Peter von Cornelius et surtout Wilhelm von Kaulbach, un remarquable peintre de scènes historiques.
Au début de 1844, il retourne à Berlin, où il termine ses études et y reste jusqu'en 1847. Durant cette période, Maximilian a un contrat pour travailler avec un groupe sur une peinture historique monumentale représentant un épisode de la guerre anglo-afghane, commandée par William Empton. Cependant, la disparition de ce dernier met un terme brutal au projet. L'ébauche de l'œuvre n'en est qu'à un stade préparatoire sur la base de matériaux en carton : quoi qu'il en soit, l'œuvre inachevée est présentée lors d'une exposition à Berlin en 1846. L'auteur gardé de ce projet un dessin, Soldat anglais blessé (polonais : ranny zolnierz angielski) qui sera exposé en 1925. Après cette fin inattendue, Maximilian Piotrowski quitte le domaine de la peinture historique pour se tourner vers les sujets Dolce Far Niente.
En 1848, dans le sillage du Printemps des nations, il participe à une manifestation pour la liberté à Berlin; il est arrêté pour cela, mais bientôt relâché. La même année, Maximilian se rend en Pologne prussienne et participe de la même manière au soulèvement de la Grande Pologne à Bydgoszcz et Poznań. Un groupe de ses dessins est entièrement lié à ces événements. En outre, les peintures de Maximilian Piotrowski de cette période prennent racine dans ces bouleversements.
On peut souligner pour cette période :
- Revolutionary (polonais : Rewolucjonista);
- On the barricades (polonais : Na barykadach);
- Spring of Nations of 1848 (polonais : Wiosna Ludów 1848 roku)

L'effondrement du Printemps des nations, combiné au manque d'opportunités pour son développement artistique dans sa patrie, le contraint à retourner à Berlin. Cependant, il n'y reste pas longtemps, puisqu'en 1849, il s'installe à Königsberg (l'actuelle Kaliningrad), pour être nommé professeur à l'Académie des Beaux-Arts (en allemand : Preussische Akademie der Künste).
À Königsberg, il dirige pendant 26 ans la classe de dessin sur plâtre ancien. En 1853, il décore un plafond de la gare royale de Królewiec. Le plafond de la pièce centrale de la salle d'attente est orné d'une allégorie décrivant les bienfaits du chemin de fer pour le pays. Maximilian décore également de polychromies l'auditorium de l'université de Königsberg, entre 1861 et 1872, en collaboration avec G. Graf. À partir de 1836, Maximilian Piotrowski commence à être présent dans de nombreuses expositions européennes : Dresde, Gand, Leipzig ou Paris.
En 1856, Maximilian Piotrowski envoie deux tableaux à l'exposition de Cracovie organisée par la Société des Amis des Beaux-Arts de Cracovie : la Nativité du Christ (polonais : Narodzenie Chrystusa) et Invitation à un rendez-vous (polonais : Zaproszenie na rendez vous). Il s'agit de sa première participation aux expositions de la Société et elle est renouvelée presque chaque année. Il se rend également à Cracovie en passant par Varsovie et Częstochowa. En 1858, il expose la Mort de Wanda (polonais : Śmierć Wandy) lors de la manifestation de Cracovie : le tableau lui apporte une grande notoriété et une reconnaissance auprès des critiques polonais et allemands. En 1864, il expose à Berlin son œuvre Marie-Antoinette avec le Dauphin dans la prison du Temple (polonais : Maria Antonina z Delfinem w więzieniu w Temple), qui est pareillement exposée à Cracovie trois ans plus tard. Pendant l'insurrection de Janvier 1863, l'atelier de Maximilian à Königsberg héberge des insurgés polonais locaux. Quelques-unes de ses peintures sont inspirées par la série d'événements de cette année-là.
Maximilian Piotrowski meurt le 29 novembre 1875 à Königsberg : son corps est transféré à Bydgoszcz et inhumé dans la crypte familiale du cimetière Staro Farny, rue Grunwaldzka.

## Galerie

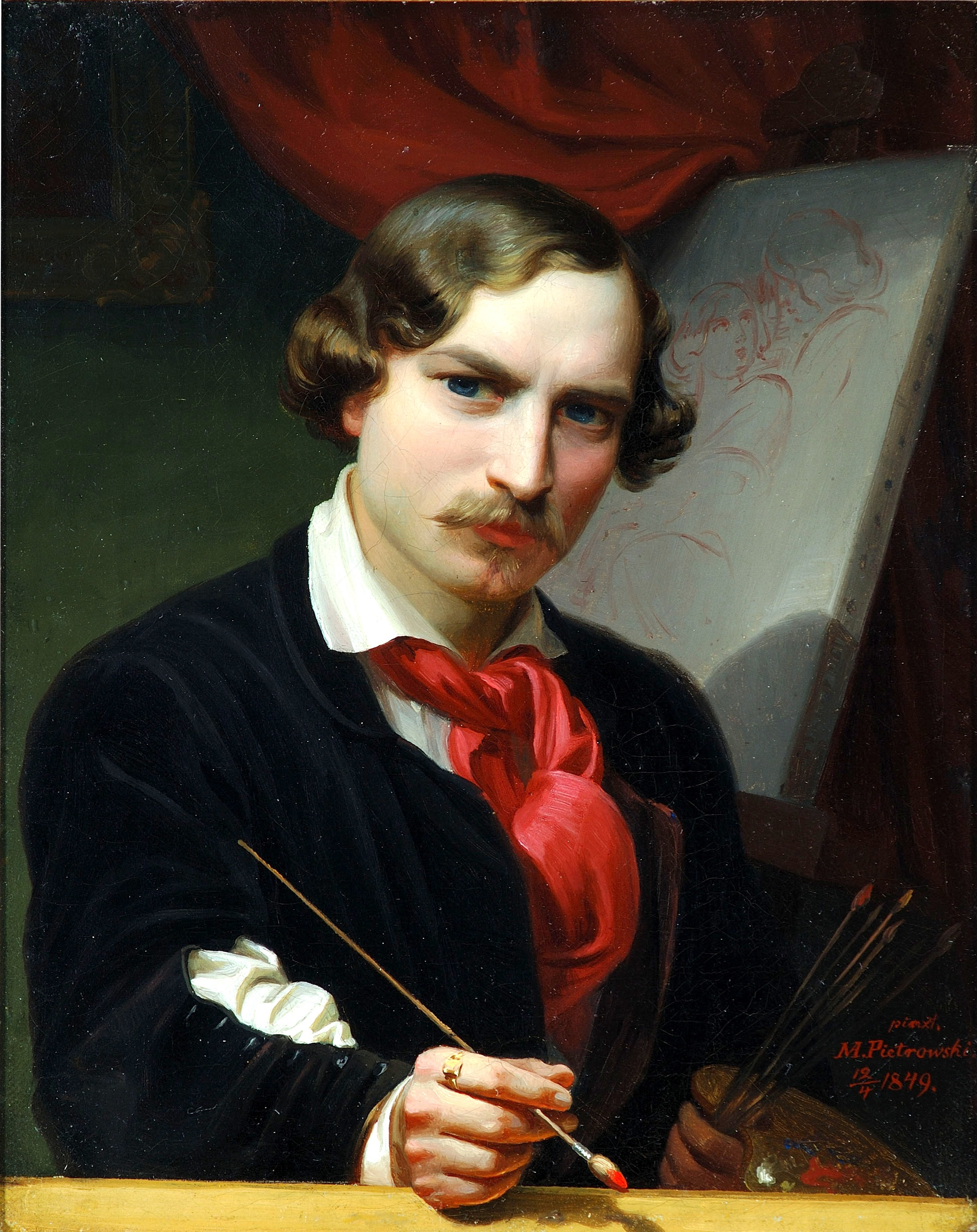
Artist's self-portrait with a palette, Bydgoszcz District Museum
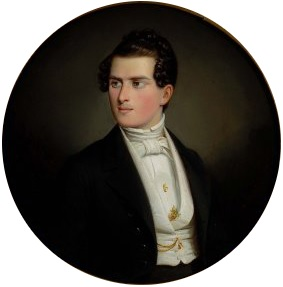
Portrait of the artist brother, Bydgoszcz District Museum
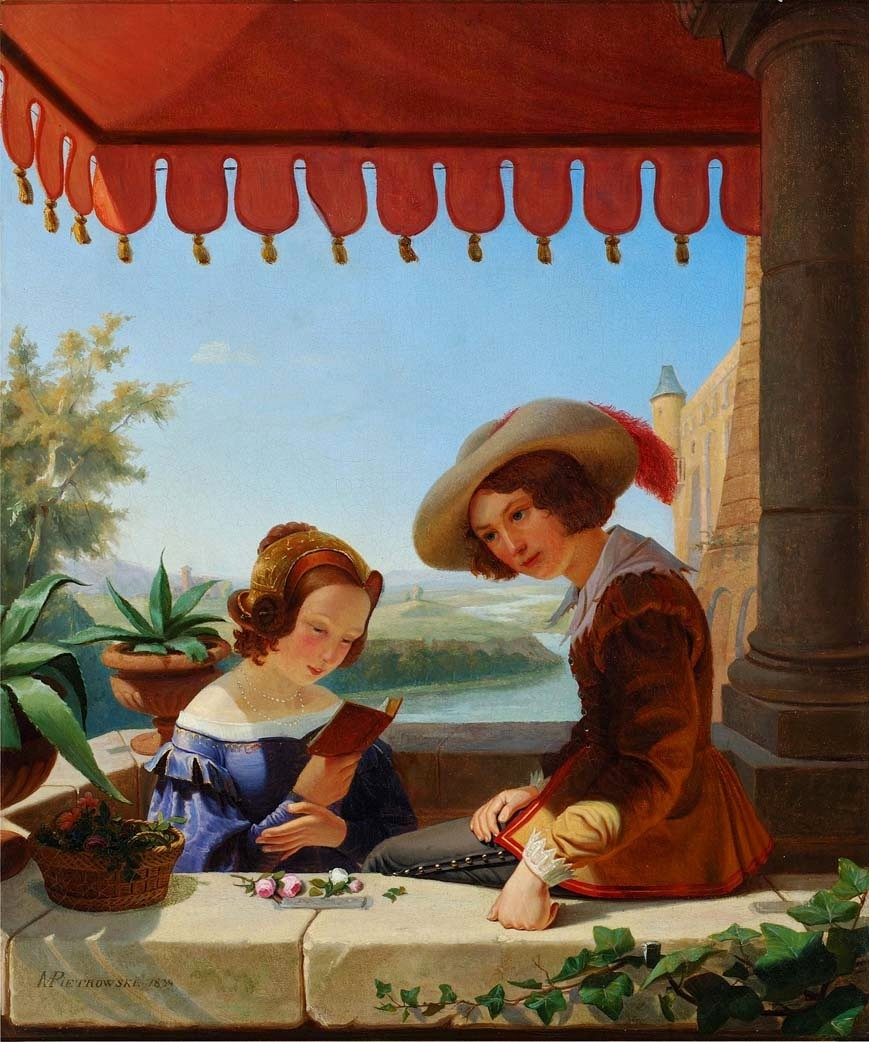
Balcony scene-Siblings portraits, Bydgoszcz District Museum
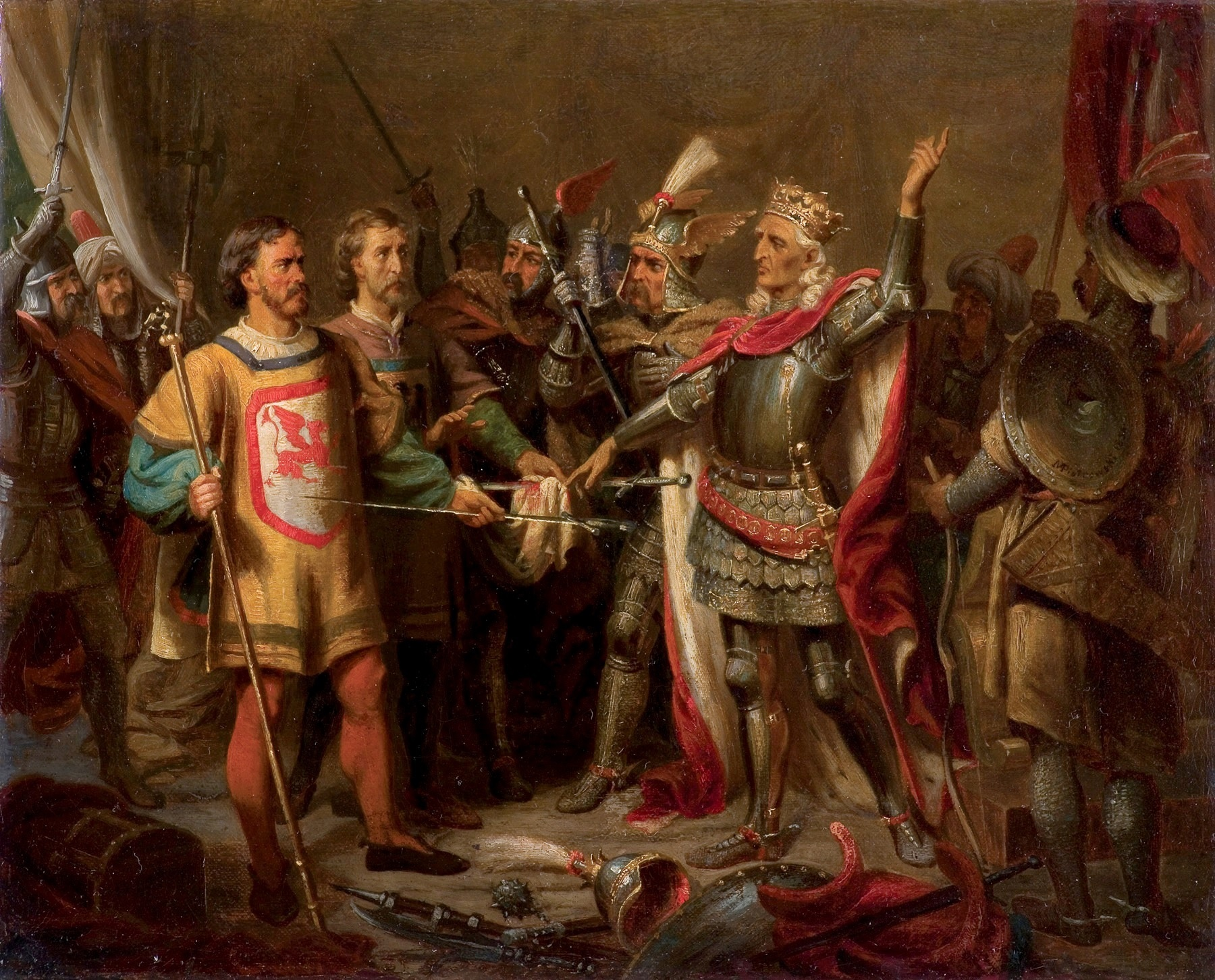
Władysław Jagiełło before the Battle of Grunwald
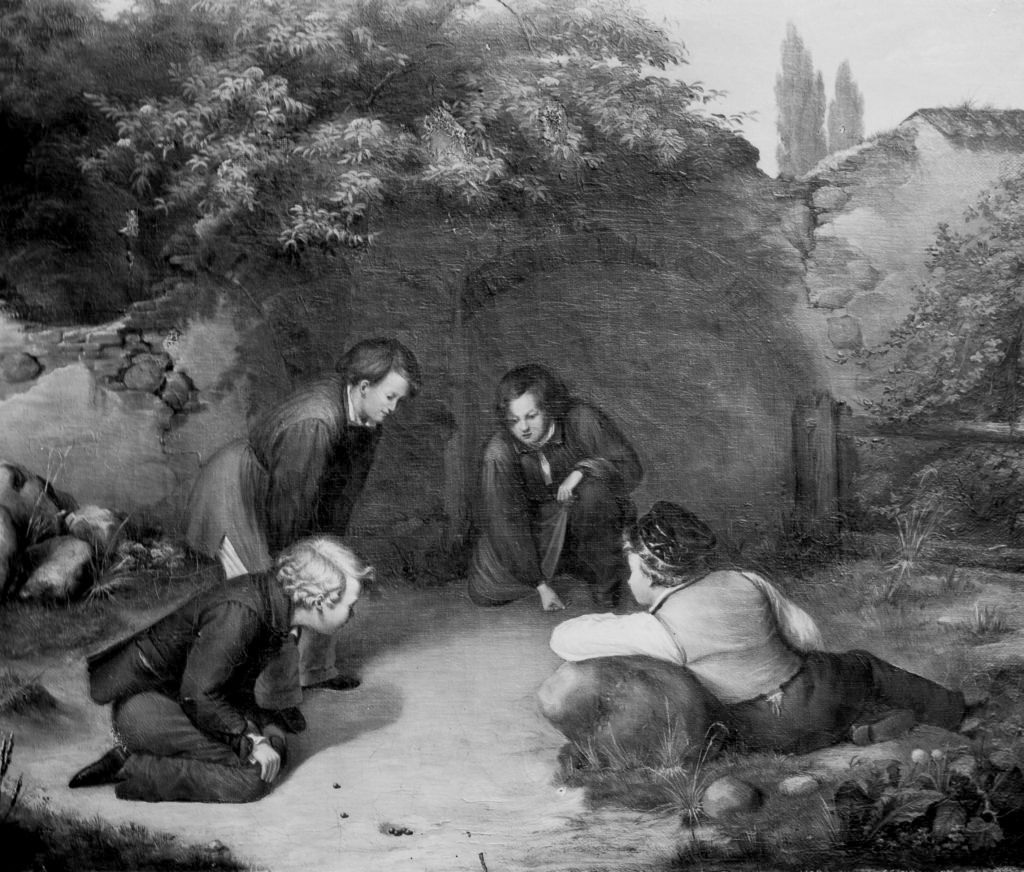
Boys playing with the ruins of the Bydgoszcz castle in the background, Bydgoszcz District Museum
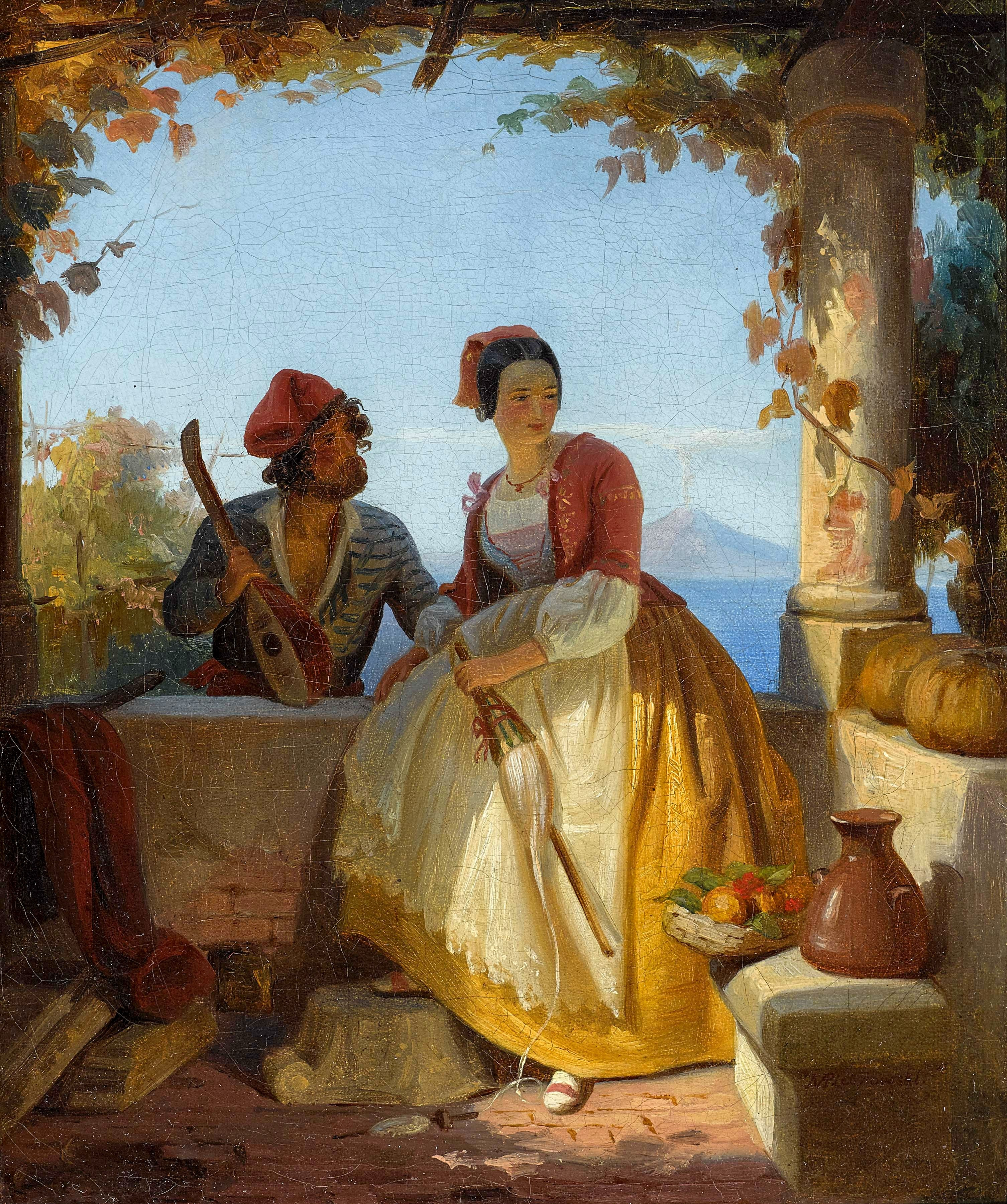
Lady from Sorrento, Bydgoszcz District Museum
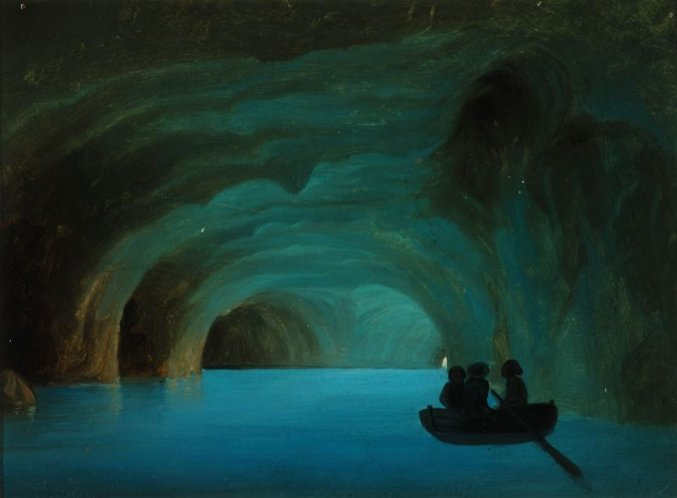
Blue grotto - Capri, Bydgoszcz District Museum
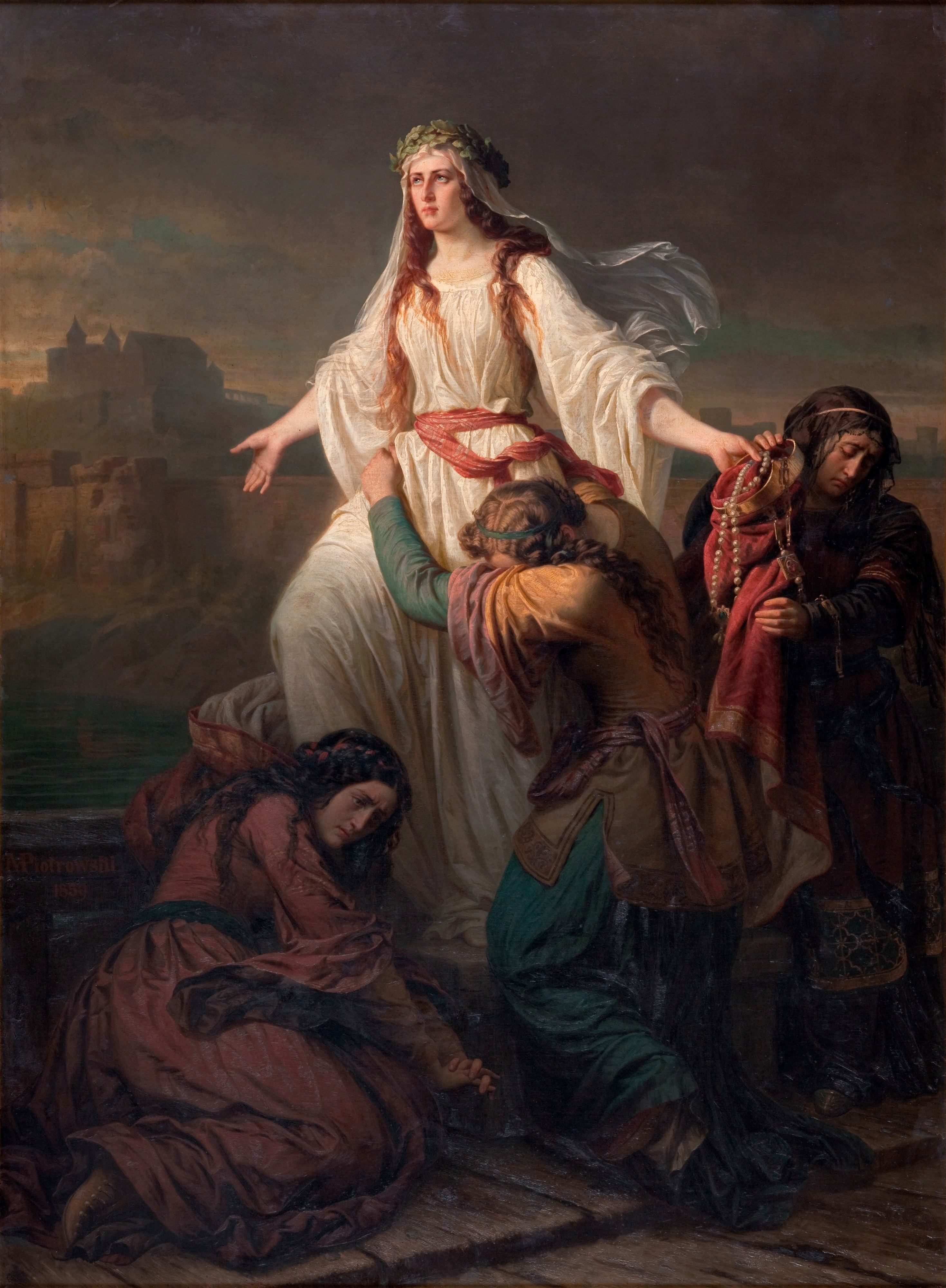
Death of Wanda, National Museum-Kraków